# Шлайфе
Шлайфе (на немски: Schleife; на горнолужишки: Slepo) е селище в провинция Саксония, Германия. Населението му е 2466 жители (по приблизителна оценка от декември 2017 г.).

## Личности
- Кито Лоренц, лужишки и немски писател, поет и преводач